# 刘氏大戟
刘氏大戟（学名：Euphorbia lioui）是大戟科大戟属的植物，为中国的特有植物。分布于中国大陆的内蒙古等地，常生于山前平原，目前已由人工引种栽培。